# Qualificazioni al campionato europeo di pallanuoto maschile 2010
Le qualificazioni al campionato europeo di pallanuoto maschile del 2010 si sono disputate tra il 30 aprile ed il 2 maggio dello stesso anno e hanno portato all'Europeo  sei nazionali.
Le formazioni che vi hanno preso parte sono state 12: le ultime sei classificate del campionato europeo 2008 e le prime sei dell'Europeo B 2009.

Le squadre sono state divise in tre gironi da quattro, disputati in gara unica in tre diverse sedi. Le prime due di ciascun girone hanno conquistato la qualificazione.

## Gruppo A
- Istanbul,  Turchia
- 30 aprile

| Spagna  | 26 – 2 | Malta      |
| Turchia | 6 – 5  | Slovacchia |

- 1º aprile

| Turchia | 12 – 5 | Malta      |
| Spagna  | 6 – 5  | Slovacchia |

- 2 aprile

| Slovacchia | 19 – 5 | Malta   |
| Spagna     | 13 – 4 | Turchia |

|    | Squadra    | Punti | G | V | N | P | GF | GS | DR  |
| -- | ---------- | ----- | - | - | - | - | -- | -- | --- |
| 1. | Spagna     | 9     | 3 | 3 | 0 | 0 | 45 | 11 | +34 |
| 2. | Turchia    | 6     | 3 | 2 | 0 | 1 | 22 | 23 | -1  |
| 3. | Slovacchia | 3     | 3 | 1 | 0 | 2 | 29 | 17 | +12 |
| 4. | Malta      | 0     | 3 | 0 | 0 | 3 | 12 | 57 | -45 |

## Gruppo B
- Atene,  Grecia
- 30 aprile

| Francia | 12 – 6 | Slovenia           |
| Grecia  | 11 – 5 | Macedonia del Nord |

- 1º aprile

| Macedonia del Nord | 9 – 8  | Francia  |
| Grecia             | 10 – 5 | Slovenia |

- 2 aprile

| Macedonia del Nord | 7 – 4  | Slovenia |
| Grecia             | 14 – 7 | Francia  |

|    | Squadra            | Punti | G | V | N | P | GF | GS | DR  |
| -- | ------------------ | ----- | - | - | - | - | -- | -- | --- |
| 1. | Grecia             | 9     | 3 | 3 | 0 | 0 | 35 | 17 | +18 |
| 2. | Macedonia del Nord | 6     | 3 | 2 | 0 | 1 | 21 | 23 | -2  |
| 3. | Francia            | 3     | 3 | 1 | 0 | 2 | 27 | 29 | -2  |
| 4. | Slovenia           | 0     | 3 | 0 | 0 | 3 | 15 | 29 | -14 |

## Gruppo C
- Oradea,  Romania
- 30 aprile

| Romania | 17 – 5 | Gran Bretagna |
| Russia  | 11 – 8 | Paesi Bassi   |

- 1º aprile

| Romania | 13 – 6 | Paesi Bassi   |
| Russia  | 11 – 5 | Gran Bretagna |

- 2 aprile

| Romania     | 12 – 10 | Russia        |
| Paesi Bassi | 8 – 6   | Gran Bretagna |

|    | Squadra       | Punti | G | V | N | P | GF | GS | DR  |
| -- | ------------- | ----- | - | - | - | - | -- | -- | --- |
| 1. | Romania       | 9     | 3 | 3 | 0 | 0 | 42 | 21 | +21 |
| 2. | Russia        | 6     | 3 | 2 | 0 | 1 | 32 | 25 | +7  |
| 3. | Paesi Bassi   | 3     | 3 | 1 | 0 | 2 | 22 | 30 | -8  |
| 4. | Gran Bretagna | 0     | 3 | 0 | 0 | 3 | 16 | 36 | -20 |

## Fonti
- (EN) Todor66.com - Sport statistics Archive, su todor66.com.